# Elosman Euller Silva Cavalcanti
Elosman Euller Silva Cavalcanti, ou simplesmente Euller (São Paulo, 4 de janeiro de 1995), é um futebolista brasileiro que atua como lateral-esquerdo. 

## Carreira

### Início
Nascido em São Paulo e criado no interior da Paraíba, na cidade de São José de Piranhas, Euller atuou na escolinha de futebol do Juventude Piranhense e Sambatuck, participou de diversas peneiras, antes de ser descoberto pelo Bahia em 2010 e trazido para jogar nas categorias de base do clube, em Salvador. Em 2012, já com 17 anos, foi dispensado pelo Bahia e seguiu para a base do arquirrival do tricolor, o Vitória, para no ano seguinte ser promovido ao elenco principal.

### Vitória
Disputou sua primeira partida como profissional no dia 14 de agosto de 2013, uma vitória por 3 a 1 contra a Ponte Preta, no Barradão. No mês de setembro, teve seu contrato renovado por quatro anos, até o final de 2017. Seguiu tendo chances durante todo o restante daquele Campeonato Brasileiro, na maioria das vezes vindo do banco de reservas, fixando-se como peça importante na campanha do Vitória, que terminou na 5ª colocação do Brasileirão, e se firmando de vez no time principal.
Em 11 de agosto de 2017, após cinco anos no clube, optou por rescindir seu contrato de forma amigável.

### Avispa Fukuoka
Dias depois, em 23 de agosto, foi contratado pelo Avispa Fukuoka, time que atualmente disputa a segunda divisão japonesa.

## Seleção Brasileira
Euller também coleciona convocações para as seleções de base. Em 2013, atuando pela categoria sub-20, foi chamado pelo então treinador Alexandre Gallo para a disputa de amistosos. Dois anos mais tarde, já pelo sub-23, disputou os Jogos Pan-Americanos de 2015, em Toronto, onde conquistou a medalha de bronze.

## Títulos
Vitória
- Campeonato Baiano: 2013, 2016, 2017